# Douglasia arctica
Douglasia arctica är en viveväxtart som beskrevs av William Jackson Hooker. Douglasia arctica ingår i släktet Douglasia och familjen viveväxter. Inga underarter finns listade i Catalogue of Life.